# Pierre Le Treut
 (octobre 2007).
Si vous disposez d'ouvrages ou d'articles de référence ou si vous connaissez des sites web de qualité traitant du thème abordé ici, merci de compléter l'article en donnant les références utiles à sa vérifiabilité et en les liant à la section « Notes et références ».
Pierre Le Treut est né à Dol-de-Bretagne, le 21 avril 1929 dans une famille originaire de Locronan, il est décédé le 4 février 2004. Engagé dans la vie politique et culturelle en Bretagne, conseiller régional il fut l'un des fondateurs de l'institut culturel de Bretagne.

## Biographie
Il fait ses études secondaires à Rennes puis ses études supérieures à l'École nationale vétérinaire d'Alfort de 1951 à 1954 et à la Faculté de médecine de Paris. Vétérinaire et médecin, il travaille quelque temps à l’Institut Pasteur, puis à son retour de la Guerre d'Algérie, s’installe comme vétérinaire rural à Châteaugiron.
En 1965, à 35 ans, il s’engage dans la vie publique en devenant maire-adjoint de Châteaugiron aux côtés de Jean Simon. Aux élections municipales de 1971 et de 1977, il se présenta contre celui-ci. Il sera maire après sa victoire de 1977. Il le restera jusqu'en 2001. Conseiller général de 1965 à 1995, conseiller régional en 1974, il devient vice-président délégué en 1983 et est nommé vice-président chargé de la culture en 1986, par Yvon Bourges. Très actif sur tous les terrains de la mise en valeur du patrimoine et du soutien à la création culturelle en Bretagne, il est l'un des cofondateurs de l’Institut culturel de Bretagne, dont il a assuré la présidence de 1986 à 1998. Il a été décoré de l'ordre de l'Hermine en 1996.
Pierre Le Treut a aussi été le président du FRAC (Fonds régional d'art contemporain) de Bretagne et de l'ARCODAM (Association régionale de coordination et de développement des activités musicales, devenue aujourd'hui Musiques et danses en Bretagne).